# Eugenio Cefis
(Enrico Cuccia a Eugenio Cefis quando gli annuncia le proprie dimissioni dalla presidenza della Montedison)
Eugenio Cefis (Cividale del Friuli, 21 luglio 1921 – Lugano, 25 maggio 2004) è stato un dirigente d'azienda e imprenditore italiano.
Fu consigliere dell'Agip, presidente dell'Eni dal 1967 al 1971, succeduto a Marcello Boldrini, e presidente della Montedison dal 1971 al 1977. Nel 1963 venne insignito dell'onorificenza di Cavaliere di Gran Croce, massimo riconoscimento della Repubblica Italiana. Il governatore della Banca d'Italia Guido Carli lo definì esponente della cosiddetta borghesia di Stato; i giornalisti Eugenio Scalfari e Giuseppe Turani scrissero un libro su di lui, intitolandolo Razza padrona.
Per il suo ruolo centrale nella P2 e i forti sospetti avanzati dal giornalista Mauro De Mauro e Pier Paolo Pasolini su un suo diretto coinvolgimento come mandante dell'attentato a Enrico Mattei, è considerato una delle figure più controverse del mondo imprenditoriale italiano del Novecento.

## Biografia
Era figlio di un importante costruttore friulano, il quale possedeva tra l'altro una tenuta in Africa. 

### Militare e partigiano
Studiò prima (1936/1939) al Collegio Militare di Milano, denominato oggi Scuola Militare "Teulié" e poi nel 1939 entrò all'Accademia militare di Modena. Scoppiata la guerra, nel 1941 da sottotenente in servizio permanente fu inviato in Slovenia.
Istruttore in Accademia quando ci fu l'armistizio dell'8 settembre 1943, aderì alla Resistenza, nell'area cattolica, e fu prima vice e poi comandante della Divisione Valtoce, con nome di battaglia Alberto, che operava nell'Ossola (dove Cefis fu tra i fondatori della Repubblica dell'Ossola) e nel Mottarone. In quegli anni conobbe Enrico Mattei, partigiano cattolico anche lui. Finita la guerra lasciò la divisa e si laureò in giurisprudenza all'Università Cattolica di Milano.

### In Agip ed Eni
Cefis quindi affiancò Mattei nel dopoguerra nell'attività di ristrutturazione dell'AGIP e nella fondazione nel 1953 dell'ENI. Nel 1954 divenne vice presidente di Agip e di SNAM. Negli anni successivi Cefis si allontanò dall'azienda italiana (non si sa se volontariamente o meno) in contrasto con la linea aziendale seguita dal presidente dell'ENI di forte scontro con i grandi conglomerati petroliferi dell'epoca e troppo filo-araba. Nel 1962 ricoprì l'incarico di vice direttore generale dell’E.N.I.
Dopo l'oscura morte del Mattei, occorsa in un incidente aereo (poi rivelatosi un attentato), dal 1963 al 1967 divenne vicepresidente esecutivo con pieni poteri, mentre presidente fu il professor Marcello Boldrini, persona che aveva contribuito alla nascita dell'ente e influenzato la formazione di Mattei, e direttore generale Raffaele Girotti. Nel 1967 Cefis assunse la carica di presidente e la mantenne fino alle sue dimissioni del 1971. Per tutti gli anni sessanta in sostanza fu Cefis a guidare l'ente: la sua presenza e quella di Boldrini servirono a evitare la colonizzazione e il declino dell'ente. La linea di Cefis fu di discontinuità rispetto alla politica aggressiva del suo predecessore, un cambio d'azione dettato dalla situazione interna al gruppo e anche dalle forze politiche ed economiche all'esterno logorate dal "matteismo".
Secondo Italo Mattei, fratello di Enrico, Cefis avrebbe avuto un ruolo nella morte di questi: interrogato dal giudice Mario Fratantonio durante l'inchiesta sul caso De Mauro, nel novembre 1971, riportò ai giudici l'opinione dell'allora ministro di grazia e giustizia, il repubblicano Oronzo Reale, a Rosangela Mattei, nipote dell'ex Presidente dell'ENI, secondo cui Mattei fu ucciso su mandato di Fanfani, Cefis e Raffaele Girotti perché stava per siglare un importante contratto riguardante lo sfruttamento del petrolio algerino a favore dell'Italia. Cefis non fu mai incriminato ufficialmente. Nel libro di un certo Giorgio Steimetz (alias Corrado Ragozzino) viene descritto come un nemico che tramava nell'ombra per ottenere la presidenza dell'ENI e neutralizzare la politica fortemente indipendente di Mattei. Il libro di Steimetz fu subito ritirato dal mercato e da tutte le biblioteche italiane, sparendo per decenni dalla circolazione. In questo senso, Cefis avrebbe agito come rappresentante di poteri che volevano ricondurre la politica energetica italiana in orbita atlantica, con un comportamento coerente con i dettami del principale vincitore della guerra.
Godette dell'appoggio di Amintore Fanfani e dei leader DC del Triveneto.

### In Montedison
In campo finanziario, seppe come ottenere la fiducia di Enrico Cuccia, il banchiere al vertice di Mediobanca. L'istituto di via Filodrammatici vantava crediti di difficile riscossione nei confronti della Montedison, il colosso chimico nato nel 1966 dalla fusione della Montecatini con l'ex azienda elettrica Edison. Cefis, grazie anche alla complicità di potenti fazioni politiche, iniziò la scalata al colosso della chimica italiana impiegando risorse fuori bilancio dell'ENI. Nel 1971, a operazione compiuta, Cefis abbandonò l'ENI e divenne presidente della stessa Montedison. Questa mossa sollevò molte polemiche: egli infatti aveva utilizzato il denaro dell'ENI (cioè denaro pubblico) per diventare presidente di una società privata, con il progetto di diventare l'esclusivo padrone della chimica italiana.
Cefis progettò di fare della chimica un settore competitivo a livello internazionale sulla base di due considerazioni: a) le enormi potenzialità legate alla petrolchimica; b) la precisa convinzione dell'esistenza in Italia dello spazio per un solo grande operatore. Ma si rese ben presto conto che il governo, tramite le Partecipazioni statali, voleva entrare anche nella chimica e non gli avrebbe lasciato le mani libere. Dopo aver respinto una scalata alla Montedison condotta dalla "sua" ENI e da Nino Rovelli, appoggiati da Giulio Andreotti, decise che era il momento di attuare quella strategia che egli rivelò alcuni anni più tardi in una delle sue rare interviste: "Non si può fare industria senza l'aiuto della politica e un giornale può servire da moneta di scambio".
Cefis instaurò così un braccio di ferro con Gianni Agnelli, che non aveva nessun tipo di feeling con Fanfani ed era proprietario de La Stampa di Torino, oltre ad essere comproprietario del Corriere della Sera. Nel 1974 lo scontro ebbe come teatro la presidenza di Confindustria. L'Avvocato fece il nome del repubblicano Bruno Visentini, Cefis replicò con quello di Ernesto Cianci. Dopo un gioco di veti incrociati, alla fine si arrivò a un compromesso: Agnelli presidente e Cefis vicepresidente. L'intesa riguardò anche i giornali: Cefis ebbe via libera per acquisire Il Messaggero (il quotidiano più venduto di Roma), Agnelli ottenne che la Gazzetta del Popolo non desse più fastidio a La Stampa (infatti fu chiusa nel giro di pochi anni) e in cambio acconsentì che la Rizzoli acquistasse il Corriere della Sera. A metà degli anni settanta il suo potere era molto forte.
Nel 1977 Cefis si recò dal suo mentore, il banchiere Enrico Cuccia, per richiedere un aumento di capitale per Montedison in difficoltà economica; Cuccia, convinto che la partita della chimica fosse ormai persa e che Cefis fosse un perdente, rifiutò. Cefis quindi lasciò la presidenza di Montedison; il 14 luglio 1977 fu nominato presidente della Montedison il senatore democristiano Giuseppe Medici. Cefis abbandonò del tutto la scena pubblica per ritirarsi a vita privata in Svizzera.

## Le indagini di Pasolini e il romanzoPetrolio
Pier Paolo Pasolini si interessò al ruolo di Cefis dopo aver letto il discorso che tenne all'Accademia Militare di Modena il 23 febbraio 1972 sulla rivista di psicoanalitica L'erba voglio di Elvio Fachinelli, intitolato La mia patria si chiama multinazionale: Cefis descriveva l'imminente nascita della finanza multinazionale e il tramonto delle economie nazionali (questo sarà il contesto del romanzo Petrolio); inoltre chiedeva una riforma costituzionale verso un presidenzialismo autoritario, cosa che avrebbe escluso per sempre il PCI dalla partecipazione al governo del Paese. Quel discorso lasciava intravedere la possibilità di colpo di Stato, un «tintinnio di sciabole».
Fu lo stesso Fachinelli a donare a Pasolini nel settembre del 1974 la copia della rivista con il discorso di Cefis, insieme a un'altra fonte: il libro Questo è Cefis, l'altra faccia dell'onorato presidente, pubblicato nel 1972 dall'AMI (Agenzia Milano Informazioni) e scritto da Giorgio Steimetz (probabilmente pseudonimo dello stesso proprietario dell'AMI Corrado Ragozzino). Pasolini aveva intenzione di inserire integralmente il discorso tenuto da Cefis tra le due parti del romanzo Petrolio.
Proprio in Petrolio Pasolini descrive in modo estremamente dettagliato il passaggio dell'ENI-Montedison da impresa nazionale a multinazionale; esplicitamente nel romanzo richiama l'attenzione del lettore su questo processo di trasformazione all'interno della struttura di potere dell'ENI e sul ruolo chiave giocato dal protagonista Aldo Troya-Eugenio Cefis:
(Pier Paolo Pasolini, Petrolio, appunto 20, p.90)
Petrolio è il romanzo-inchiesta (uscito postumo nel 1992) al quale stava lavorando poco prima della morte. Pasolini ipotizzò, basandosi su varie fonti, che Cefis alias Troya (l'alias romanzesco di Petrolio) avesse avuto un qualche ruolo nello stragismo italiano legato al petrolio e alle trame internazionali. Secondo alcuni scrittori, tra cui Gianni D'Elia (che riprende gli argomenti del magistrato Vincenzo Calia), Pasolini fu ucciso dalla stessa persona che fece uccidere Enrico Mattei, Cefis stesso, proprio per le parole contenute nel romanzo Petrolio:
(Gianni D'Elia il 9 agosto 2005 su L'Unità)

## Presunto fondatore della loggia massonica P2
In base a due appunti del SISMI e del SISDE scoperti dal pm Vincenzo Calia nella sua inchiesta sulla morte di Mattei, la loggia P2 sarebbe stata fondata da Cefis, che l'avrebbe diretta sino a quando fu presidente della Montedison; solo dopo lo scandalo dei petroli (1974) sarebbe subentrato il duo Umberto Ortolani-Licio Gelli.

## Cinema
La figura di Cefis e la sua importanza come eminenza grigia della politica italiana di quegli anni vengono ripetutamente citate nel film La macchinazione di David Grieco (2016), pellicola che ricostruisce le vicissitudini che condussero alla morte di Pier Paolo Pasolini.